# Великий вибух (фільм)
«Великий вибух» (англ. The Big Bang) — фільм режисера Тоні Крантца.

## Сюжет
Приватного детектива наймають, щоб знайти зниклу стриптизерку. Проста справа стає заплутаним, коли кожен, кому він ставив питання, вмирає. Сліди з трупів ведуть до пустелі Нью-Мексико, де він зустрінеться з російським боксером, з трьома детективами з Лос-Анджелеса і зі старим мільярдером з його чарівною дружиною.

## В ролях
- Антоніо Бандерас - Нед Крус
- Сієнна Гіллорі - Джулі Кестрал
- Отем Ризер - Фей Німан
- Сэм Эллиотт — Саймон Кестрал
- Вільям Фіхтнер - детектив Полі
- Джеймс Ван Дер Бик - Джонні Нова
- Джиммі Сімпсон - Нільс Гек
- Снуп Догг — Пасс
- Томас Кречманн — Фрайзер
- Делрой Ліндо — детектив Скірс
- Ребека Мейдер — Зуї Уігнер
- Робер Майї — Антон Протопов